# Théâtre Charles-Dullin
Le théâtre Charles Dullin est un théâtre situé en France sur la commune de Chambéry dans le département de la Savoie en région Auvergne-Rhône-Alpes
Le théâtre actuel est issu de la reconstruction en 1866 d'un précédent édifice construit en 1824 et détruit par un incendie. De cet édifice ne subsistent que les arcades de la partie inférieure de la façade, dont la différence de matériaux utilisés est à l'origine de la présence de deux tons de couleurs distincts.
Dédié depuis le XXe siècle à l'acteur et metteur en scène savoyard Charles Dullin, le théâtre possède le label scène nationale avec l'Espace Malraux.
L'édifice fait l'objet d'une inscription partielle ainsi que d'un classement au titre des monuments historiques depuis respectivement 1984 et 1986. En outre, son rideau d'avant-scène fait également l’objet d'un classement au titre du patrimoine mobilier français.

## Localisation
Le théâtre Charles Dullin est situé dans le centre-ville de la commune de Chambéry, dans le département de la Savoie. Il est construit à l'emplacement de l'ancienne porte de Montmélian permettant de franchir les remparts médiévaux de la ville, aujourd'hui disparus.
L'entrée du théâtre, située sur sa façade sud, donne sur la place du Théâtre qui relie de très nombreuses rues, en particulier la rue Croix-d'Or et la rue d'Italie qui constitue le prolongement de cette-dernière vers le faubourg Montmélian.

## Histoire
Le théâtre actuel n'est pas le premier théâtre de Chambéry. Il est issu d'une reconstruction de deux théâtres précédents, le premier en bois et le second de style néo-classique.

### Premier théâtre duXVIIIesiècle
En 1775, le roi Victor-Amédée III de Sardaigne octroie une somme d'argent pour la création d'une salle de spectacle permanente à Chambéry. Ce nouveau théâtre est construit l'année suivante, en bois et adossé à la muraille de la ville. De qualité médiocre, il est néanmoins bien décoré par les frères Fabrizio et Bernardino Galliari.
Il voit jouer dans ses murs durant ses années actives des personnalités comme François-Joseph Talma en 1812 ou encore Mademoiselle George dans la pièce Sémiramis de Voltaire en 1819. Elle accueille également au sein du public Laure Junot, duchesse d'Abrantès, qui juge entre-autres la salle trop bruyante.

### Théâtre de Boigne de 1824
Puis, en 1820, le général-comte de Boigne rachète le théâtre à ses propriétaires pour la somme de 27 300 livres et le remet à la ville avec une donation supplémentaire de 60 000 livres à laquelle il adjoint une demande de reconstruction d'un nouvel édifice plus digne de Chambéry.
L'architecte désigné pour cette reconstruction est Jacques-Bernard Trivelli, par ailleurs beau-frère du comte de Boigne, avec le concours de l’entrepreneur Antoine Dénarié et la collaboration de Jacques Pregliasco et du peintre Fabrizio Sevesi. Les travaux débutent rapidement et durent quatre années, la nouvelle salle de spectacle étant inaugurée par le roi Charles-Félix de Savoie et la reine Marie-Christine le 27 juillet 1824. C'est à cette occasion que le couple royal offre au théâtre le rideau d'avant-scène peint par Luigi Vacca, l'artiste officiel du roi, et représentant le mythe de la descente d'Orphée aux Enfers. Ce-dernier se charge par ailleurs également des fresques de la salle des concerts.
Ce théâtre, construit en pierre blanche (calcaire) de la colline de Lémenc proche de la ville, relève du néo-classicisme avec la présence d'un fronton, d'une balustrade et d'un portique. Il est prévu qu'en surchargeant le parterre, dépourvu de sièges, sa capacité puisse atteindre 1 800 personnes, un nombre d'autant plus important qu'il représente alors 10 % de la population chambérienne.
Jusqu'au milieu du XIXe siècle, le théâtre a une programmation d'été et d'hiver, avec une prédominance des spectacles lyriques. Il accueille dans le public des personnalités comme Louis-Philippe, duc d'Orléans en 1826 ou l'empereur Napoléon III et l'Impératrice Eugénie en 1860. Outre sa destination culturelle, le théâtre est également investi lors de grandes occasions, par exemple avec un banquet de 658 couverts organisé le 10 janvier 1848 pour célébrer les réformes du roi Charles-Albert de Sardaigne.

### Incendie de 1864
Durant la nuit du 12 au 13 février 1864, aux environs de 3 heures du matin, la domestique du café du théâtre logeant dans une soupente du rez-de-chaussée est réveillée par une forte chaleur et donne l’alerte.

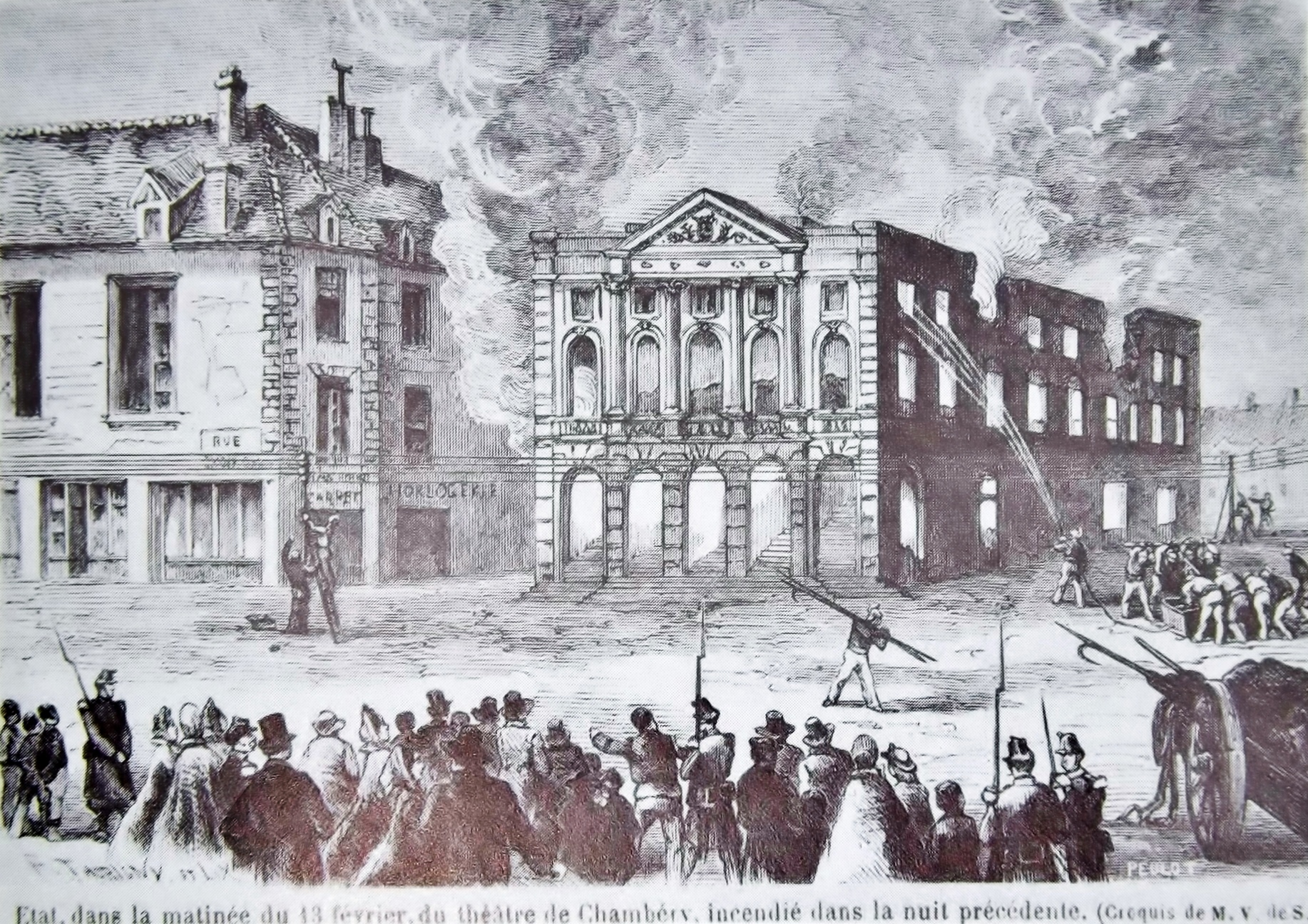
Le théâtre au matin de l'incendie.

L’organisation des secours, en particulier durant la nuit, nécessite des formalités administratives qui prennent du temps, si bien que le tocsin n'est sonné que près d'une heure plus tard. Les habitants réveillés forment des chaînes afin d'aider les pompiers et les troupes de garnison des casernes proches. Un autre contretemps survient : deux des trois pompes apportées par les pompiers sont gelées et il faut attendre de chauffer de l’eau pour les faire fonctionner. Mais devant l'ampleur du sinistre, celles-ci ne suffisent pas et bientôt arrivent également les pompes du chemin de fer ainsi que des communes voisines de Saint-Alban, de Cognin et de La Motte-Servolex avec leurs pompiers respectifs.
L'incendie, causé par un calorifère venu enflammer des cloisons provisoires et des archives de la ville entreposées au théâtre dans l’attente de la livraison du nouvel hôtel de ville, se déclare au premier étage du bâtiment. Celui-ci se propage rapidement à l'étage supérieur et enfin au toit, ce qui le rend visible de très loin, y compris depuis Montmélian à 16 km. Depuis les campagnes environnantes, il est si important qu'il donne l’impression que l’ensemble de la ville est en feu. Celui-ci se renforce encore aux environs de 5 heures lorsque les combles s'effondrent, faisant s'élever plus haut les flammes et accentuer le brasier jusqu'à mettre le feu à la toiture à l'hôtel de Chateauneuf situé de l’autre côté de l'une des ruelles latérales.
Ce n'est qu'à 10 heures du matin qu'il est considéré que tout danger est écarté. L'incendie est maîtrisé malgré le travail restant à faire pour venir à bout des fumées noires du foyer incandescent. Finalement, du théâtre ne restent que les murs, bien que l’un d'entre eux soit tombé dans la rue du Théâtre aux alentours de 8 heures. À l'intérieur, tout est détruit à l'exception du rideau de scène offert lors de son inauguration : deux pompiers chambériens et deux militaires ayant pu le sauver en le sortant par les issues latérales après avoir délié les cordages.

### Reconstruction du théâtre actuel

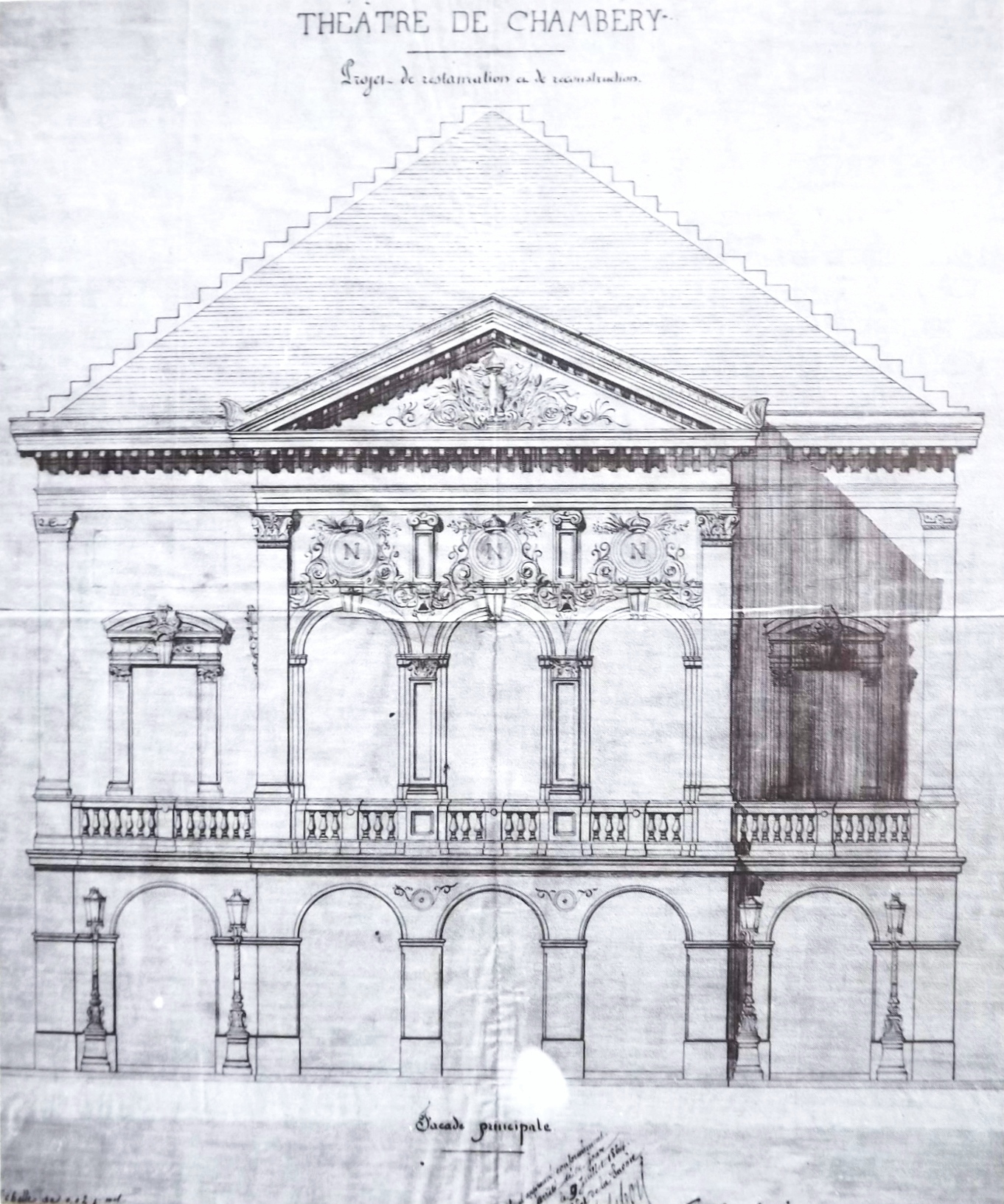
Projet de reconstruction de Charles-Bernard Pellegrini, 1864.

La question de la reconstruction arrive très vite, aussi bien au sein des services de la ville que dans la presse. Les questions qui se posent tournent autour de son emplacement et de son envergure. Il est par exemple proposé de le déplacer pour libérer de l’espace afin de créer un grand boulevard de la fontaine des éléphants au Carré Curial, mais il est finalement décidé que pour des raisons financières, il est préférable de reconstruire le théâtre en utilisant les fondations, les murs porteurs et le prostyle de la façade du précédent ouvrage. Il est alors proposé de conserver le théâtre sur son emplacement historique mais de déplacer son entrée du côté des boulevards, une option refusée cette fois par l'archevêque, lequel ne souhaite pas qu’un « lieu de perdition » aboutisse à proximité de l'archevêché, des hôpitaux de la Charité et de l'Hôtel-Dieu ainsi que du Grand séminaire, situés autour des boulevards.
En conséquence, le nouveau théâtre doit être reconstruit dans la même configuration que le précédent. Sa réalisation est alors confiée à Charles-Bernard Pellegrini, architecte de la ville et ayant par ailleurs lui aussi perdu plus de 10 000 francs de plans et gravures dans l’incendie du théâtre où il était provisoirement installé.
Pellegrini décède toutefois en décembre 1864 en laissant des projets bien avancés dans lesquels il prend en compte les contraintes du bâtiment précédent afin de ne plus les retrouver dans le prochain. Son successeur, Joseph-Samuel Revel, architecte du gouvernement, reprend néanmoins ses travaux si bien qu'il est difficile de les distinguer. La décoration est pour sa part laissée à de nombreux intervenants, parmi lesquels Victor Chenillon (décorateur de l'opéra de Marseille) pour la scène et la salle, Jules Dieterle (décorateur de l'opéra de Paris) pour les galeries ainsi que pour la coupole qu'il réalise avec Émile Bin et Joseph Blanc ou encore Auguste Delécole pour les sculptures des cariatides.
L'inauguration du nouveau théâtre se déroule en deux temps : la grande salle de spectacle est inaugurée le 20 octobre 1866 et la salle des concerts est inaugurée l'année suivante, le 14 août 1867.

### DuXXesiècleà nos jours

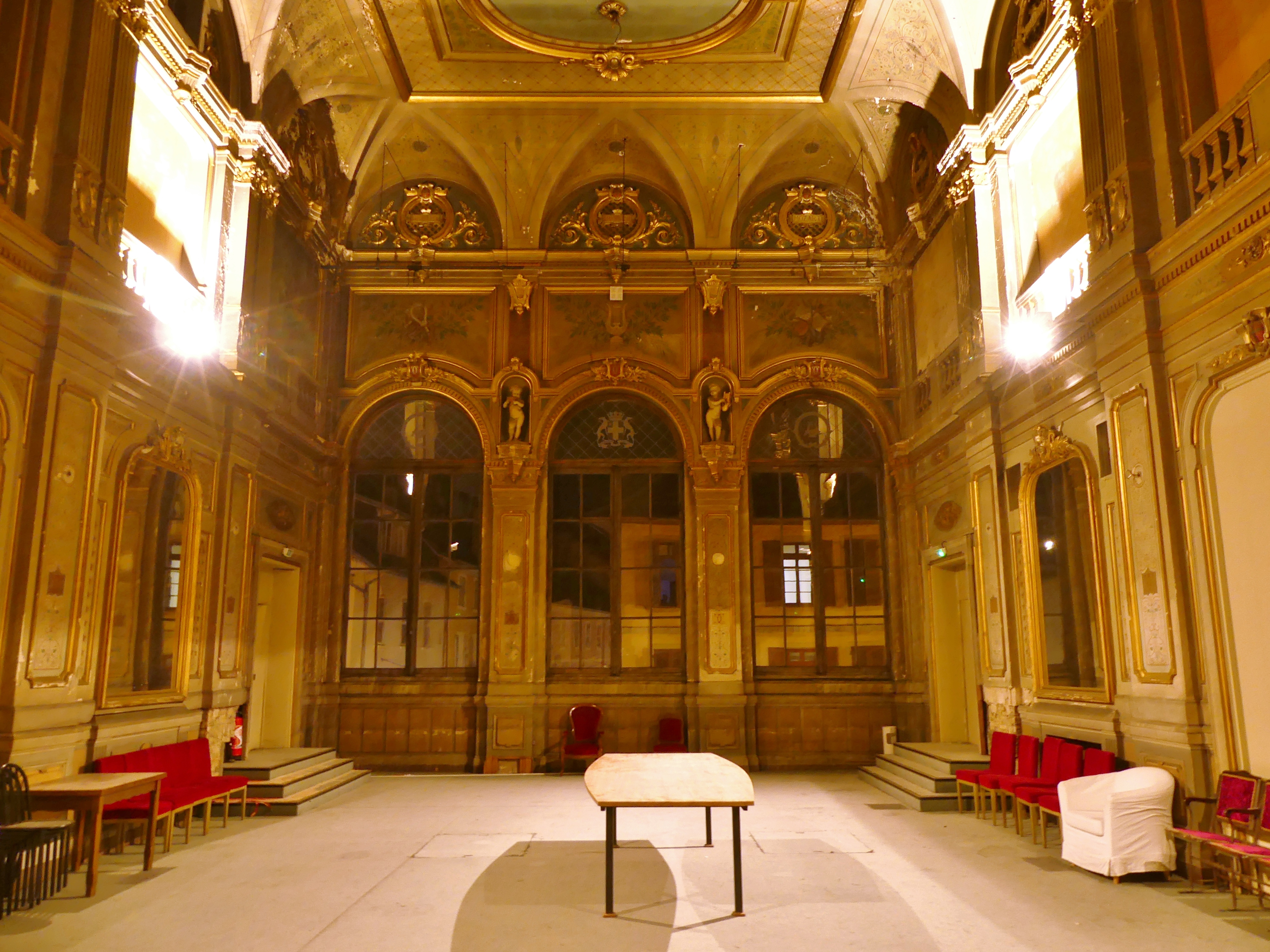
L'ancienne salle de bal, fermée au public.

Au cours du XXe siècle, le théâtre prend le nom de l’acteur et metteur en scène savoyard Charles Dullin, décédé en 1949. Il devient en outre Scène nationale avec l'Espace Malraux, construit en 1987.
En 1922, alors que la ville de Chambéry reçoit une offre d'achat du rideau de scène en provenance de Grande-Bretagne, la population s'oppose à une telle vente.
Le 21 décembre 1984, le théâtre fait l’objet d'une inscription partielle au titre des monuments historiques, suivie d'un classement pour la salle et son décor, le 18 février 1986. Durant cette décennie, le théâtre et ses alentours ont également servi comme décor pour le film L'Effrontée de Claude Miller, avec Charlotte Gainsbourg.
Le XXe siècle est aussi l'occasion de quelques modifications et restaurations. Par exemple, en 1958 et 1959, les séparations existantes entre les loges sont retirées dans les trois premières galeries tandis que la salle est redécorée dans une ambiance conventionnelle de rouge et d'or et en 1962, la poutraison du plancher de la salle des concerts est consolidée. Plus tard, en 1993, une nouvelle restauration permet à la fois de faire ressortir les couleurs d'origine et d'améliorer le confort des spectateurs en diminuant le nombre de places de 800 à 450.
Malgré-tout, l’état global du théâtre se dégrade progressivement au fil des années. Si bien qu'en 2015, et en particulier devant l'état de dégradation du rideau de scène de 1824 et de la salle des concerts, l'Académie de Savoie lance une souscription publique en vue du financement de leur restauration. En effet, le rideau n'était à ce moment plus abaissé qu'exceptionnellement en raison de son état d'usure très avancé et la salle des concerts est définitivement fermée au public depuis plusieurs années pour cause de vétusté.
Les travaux de restauration du rideau de scène ont ainsi lieu moins de deux ans plus tard, durant l'été 2017.

## Description

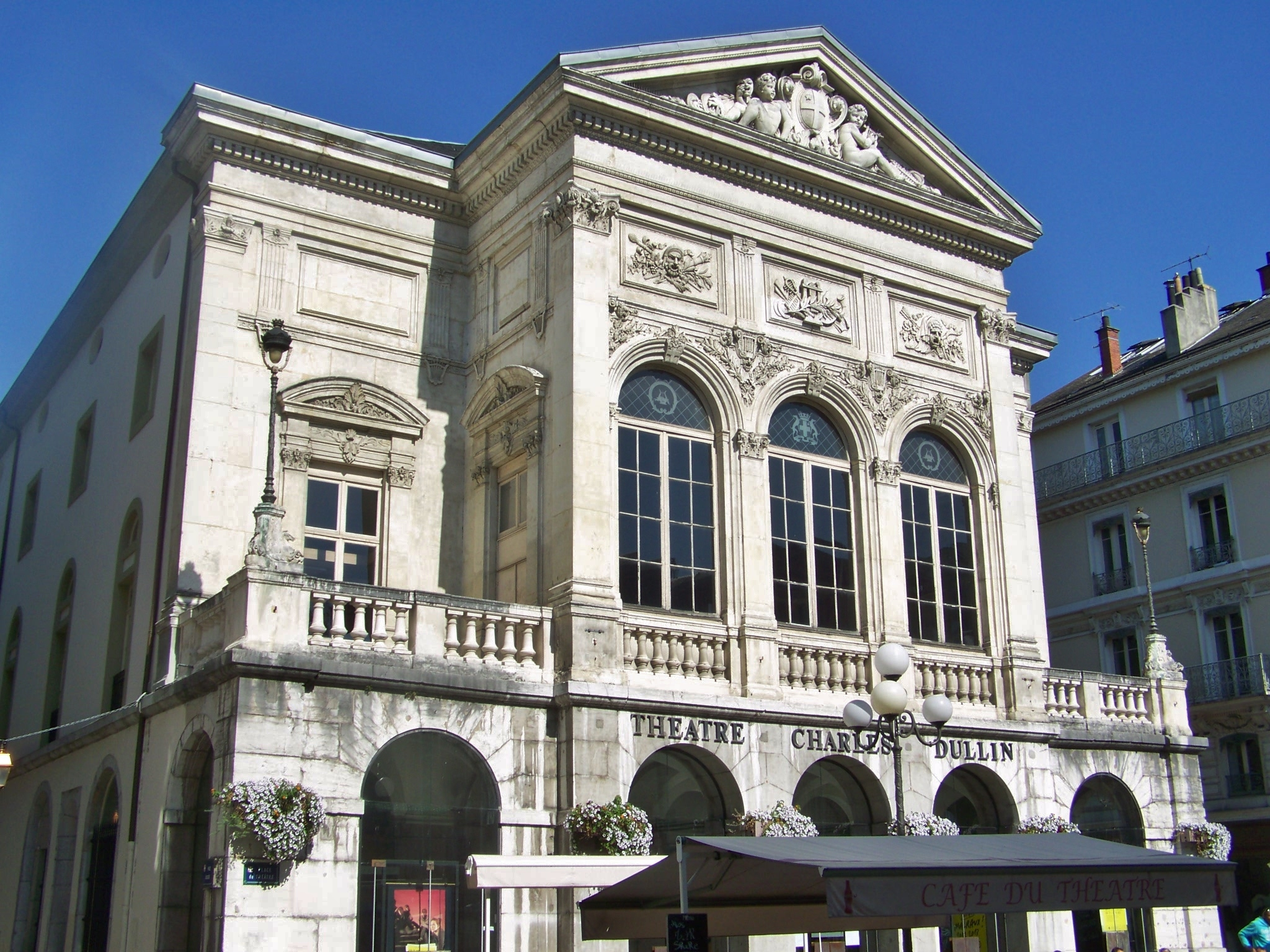
Façade du théâtre avec la perspective de son arrière-corps latéral gauche.

### Façade
Le théâtre Charles Dullin possède une façade composée d'un prostyle, d'un avant-corps surmonté d'un fronton et de deux arrière-corps latéraux donnant sur les terrasse du portique. Cette disposition diffère de celle du précédent théâtre dont la façade n'était constituée que d'un seul corps beaucoup plus imposant, en particulier aux abords d'une place de taille réduite. L'entrée s'effectue par les portiques tandis que les grandes ouvertures du premier niveau sont celles de la salle des concerts.
Les décorations sont issues des modifications effectuées par Revel sur les plans de Pellegrini consistant à réduire le style « Napoléon III » initialement imaginé comme le remplacement sur le fronton des « N » par des masques et l'aigle impérial par le blason de Chambéry. Ce blason est encadré de deux amours, l’un évoquant le théâtre avec deux masques comique et tragique, l'autre évoquant la musique avec une flûte de Pan et une lyre.
Du fait de la reconstruction consécutive à l’incendie de 1864, la façade comporte deux couleurs : le prostyle, issu du précédent édifice, est constitué en pierre calcaire de Lémenc qui lui donne un ton plus blanc que le restant de la façade, issu de la reconstruction, pour sa part constitué en pierre de Saint-Restitut dans la Drôme présentant un ton « gris-blond ».

### Salle de spectacle

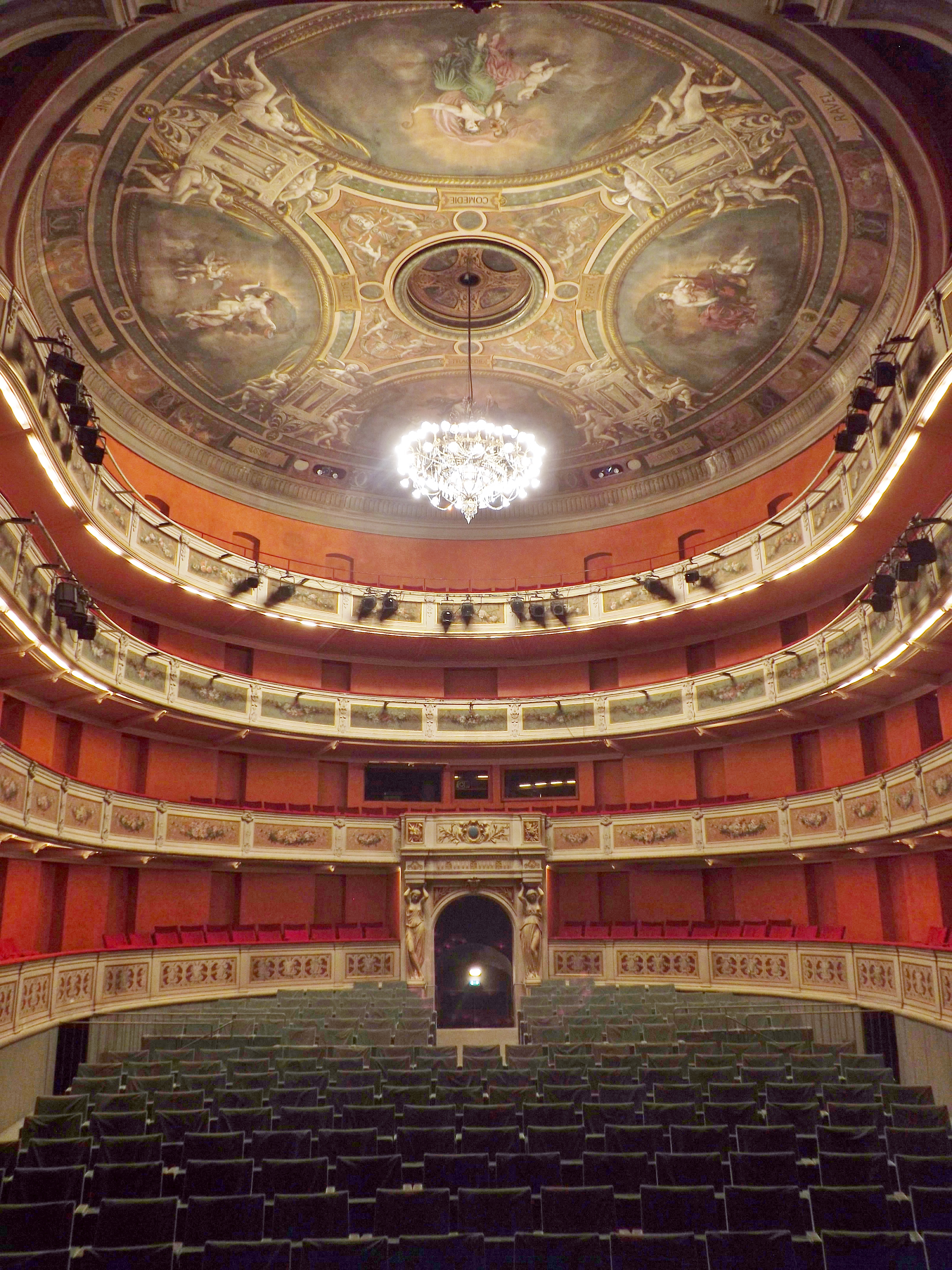
La Grande Salle vue depuis la scène.

Aussi surnommée « Grande Salle », la salle où se déroulent les spectacles est conçue selon les théâtres à l'italienne. En effet, disposée en forme de fer à cheval, les quatre galeries qu’elle comporte se superposent sur un même alignement, sans avancées ou retraits les unes par rapport aux autres. À l'origine, trois de ces galeries comportaient des loges, chacune dotée de sa propre porte d'accès. Ces loges ont néanmoins été supprimées au cours de la restauration de 1958 et 1959.
L'ensemble de l'architecture de la salle a été pensée pour la deuxième galerie sur laquelle se trouvait la loge de fond, par ailleurs loge d'honneur. Située exactement face à la scène et au-dessus de l’entrée dans le parterre de la salle, cette loge est soutenue par les deux cariatides qui entourent l'entrée. Le garde-corps de cette loge de fond, tout comme les deux loges d'avant-scène situées sur la même galerie, possèdent pour décoration des sculptures comprenant des amours, tandis que les autres garde-corps possèdent des panneaux peints représentant des guirlandes de fleurs.
Les couleurs principalement rouge et or de la salle remontent à la restauration de 1958 et 1959. Seuls le parterre et ses fauteuils diffèrent de ces teintes avec une couleur davantage gris-vert.
Enfin, sur le plafond d'avant-scène se trouve une peinture où des amours portent la devise de la Comédie : « Castigat Ridendo Mores » (« elle corrige les mœurs en riant »).

#### Coupole

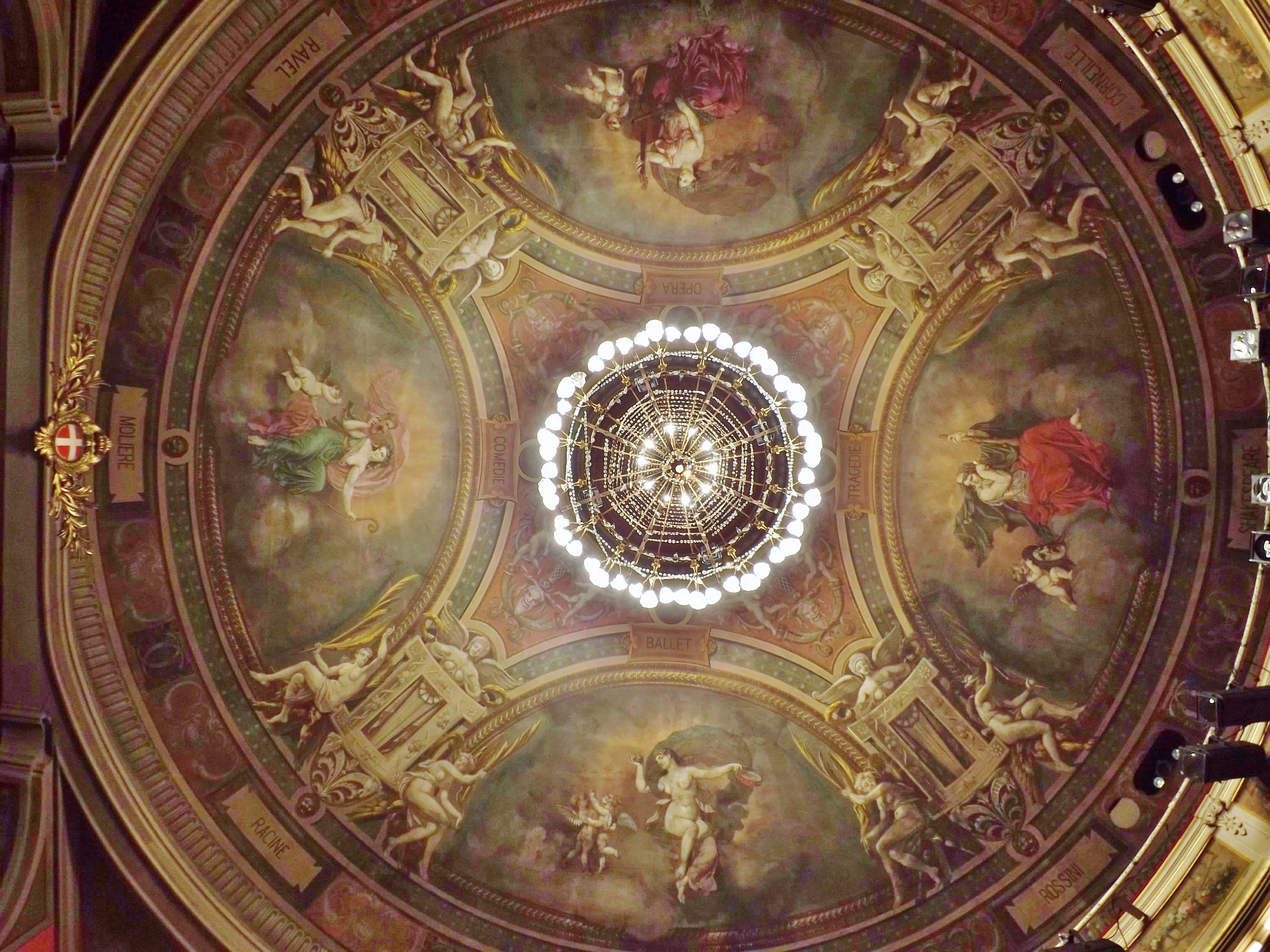
Détail de la coupole peinte.

La partie du plafond de la Grande Salle située au-dessus du public comprend une coupole sur laquelle est apposée une toile peinte. Cette toile, peinte par Jules Dieterle, Émile Bin et Joseph Blanc (Grand Prix de Rome) à Paris, a été montée en pièces détachées sur une calotte faite de bois et de plâtre.
Elle représente les allégories de la Comédie, de l'Opéra, de la Tragédie et du Ballet et comporte également huit noms de grandes figures de ces genres artistiques : Rossini, Shakespeare, Corneille, Mozart, Ravel, Molière, Racine et Dullin, ce-dernier ayant été ajouté par la suite.
C'est au centre de la coupole qu’est suspendu le grand lustre éclairant la salle, relié à un treuil situé dans les combles qui permettait de le faire descendre pour remplacer ses chandelles.
L'extrémité de la coupole donnant sur le plafond d'avant-scène comporte par ailleurs un blason de la ville de Chambéry.

#### Rideau de scène

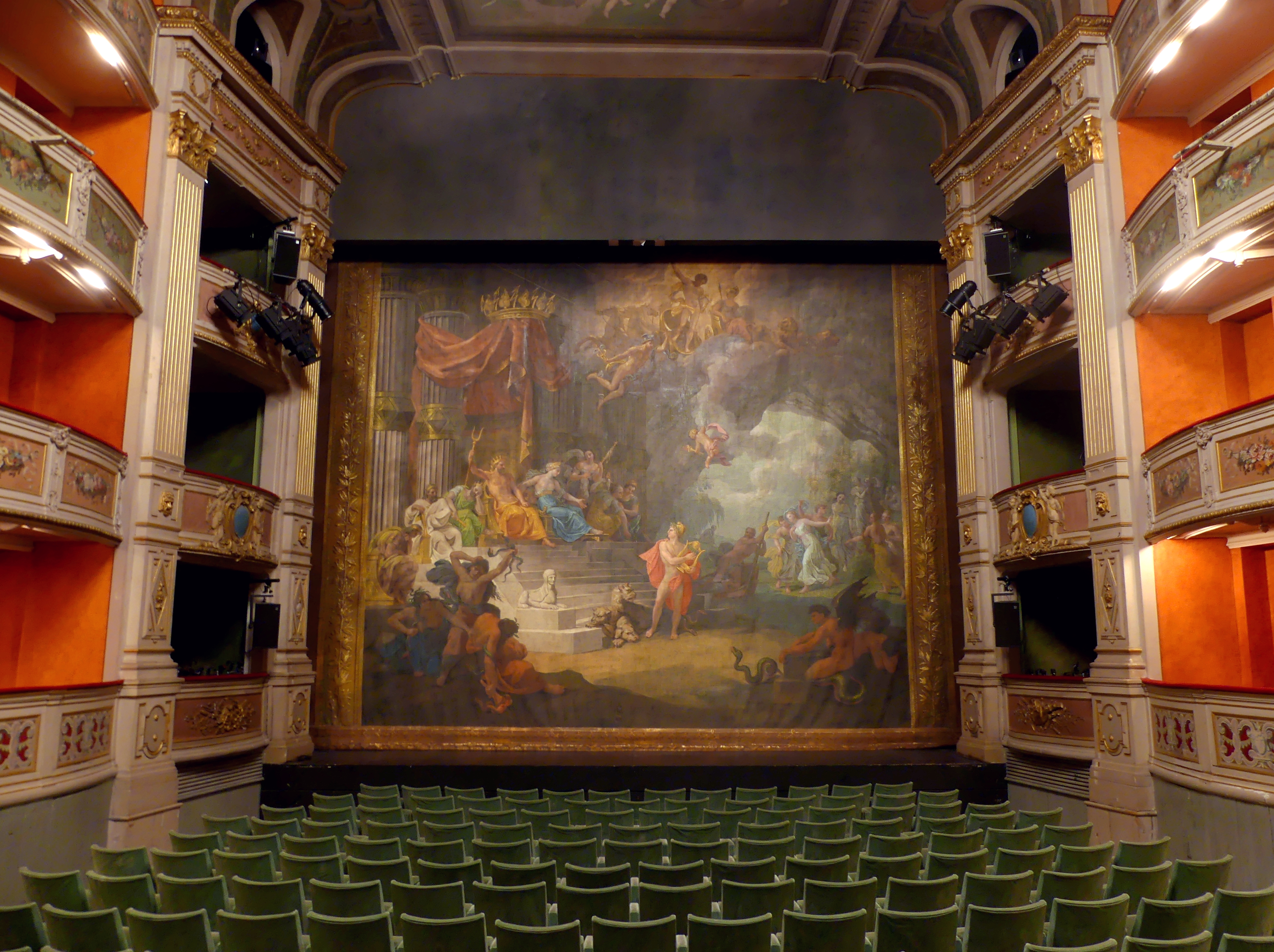
La salle de spectacle avec son rideau de scène restauré.

Le rideau de scène du théâtre Charles Dullin a été peint par Luigi Vacca en 1824 et offert la même année à la ville de Chambéry par le roi Charles-Félix de Savoie lors de son inauguration.
Sauvé de l'incendie de 1864, il est aujourd'hui l'un des quatre derniers rideaux de scène de la fin du XVIIIe siècle et du début du XIXe siècle encore présents dans les salles de spectacle, les trois autres rideaux existants étant conservés au Teatrino du château ducal d’Agliè dans le Piémont en Italie (1824), au Palace Theater de Drottningholm sur une île du lac Mälar à l'ouest de Stockholm en Suède (1766) et au Polski Teatr de Bielsko-Biała dans le Sud de la Pologne.
Le rideau s'intitule « Orphée  demandant  à  Proserpine  la libération d’Eurydice » d'après le mythe grec de la descente d'Orphée aux Enfers. La présence d'Orphée s'explique au sein du théâtre lyrique puisque ce-dernier est fils de Calliope, déesse de la Poésie, ainsi que musicien et chanteur. Le rideau représente le passage d'Orphée aux Enfers pour retrouver son épouse Eurydice.
Luigi Vacca est le peintre officiel du roi lorsqu'il peint ce rideau d'avant-scène de 8,4 mètres de hauteur et 10,85 m de largeur dans les ateliers du Teatro Regio de Turin.

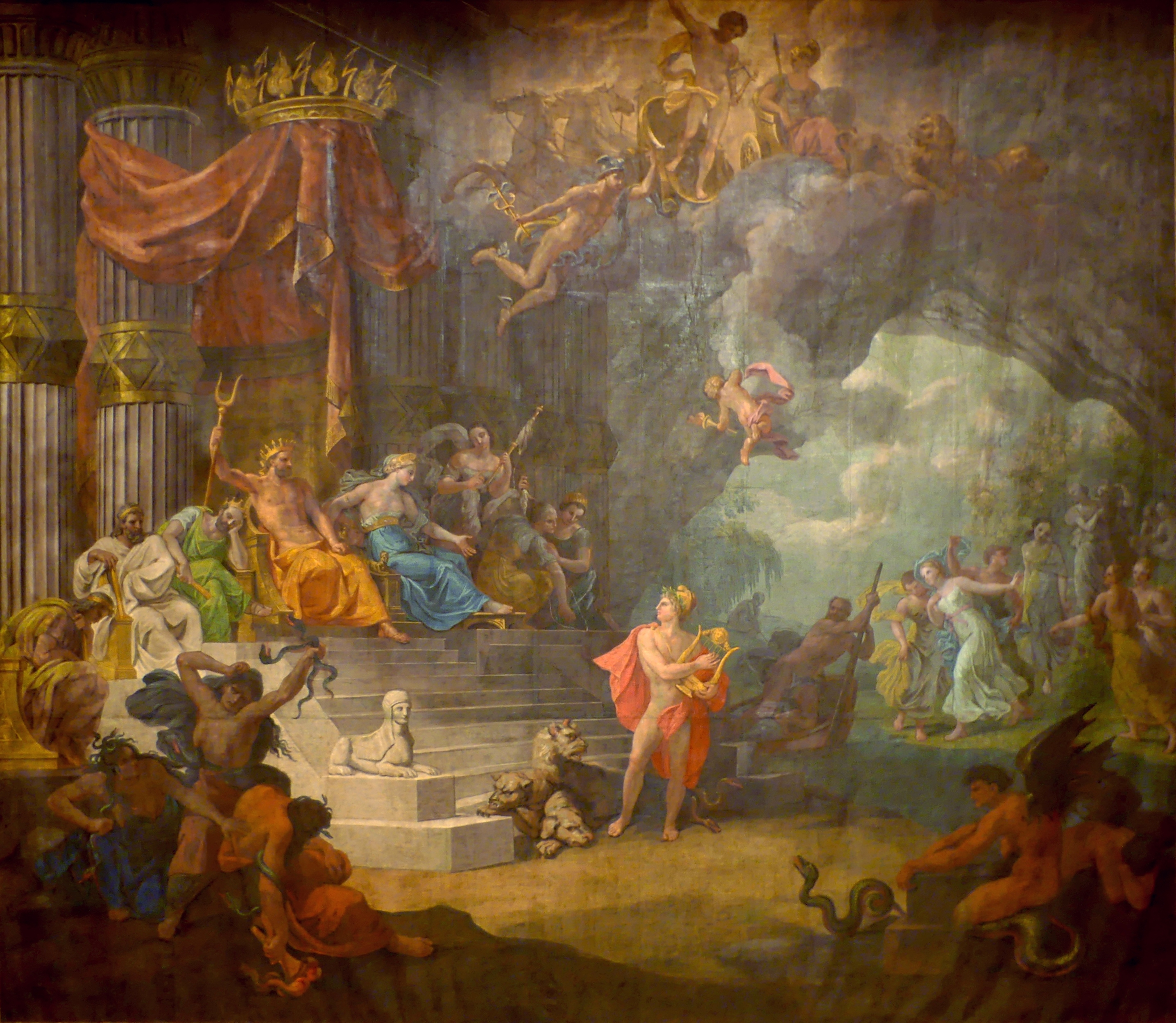
Détails de la peinture du « rideau d'Orphée » après sa restauration.

La peinture en recouvre la majeure partie puisqu'elle s'étend sur 8,3 m de hauteur et 10,1 m de largeur, pour une surface couverte de 94 m2. Elle est réalisée à l’aide d'une peinture à la colle de peau sur un mélange de fibres de chanvre et de coton suivant une trame de tissage en chevrons telle que pratiquée en Italie. En outre, certains des nombreux personnages présents sur la peinture ont fait l'objet de rehauts à la peinture à l'huile.
La toile décrit une spirale dont l'une des extrémités est marquée par Orphée au centre. Ce-dernier fait face à Pluton et Proserpine, auxquels il demande la libération d'Eurydice tout en jouant de la lyre pour adoucir Cerbère qui dort à ses pieds. Aux côtés de Proserpine se trouvent les trois Parques et aux côtés de Pluton les Juges des morts qui étudient la demande d'Orphée. De leur côté, au premier plan, se trouvent les Furies tandis qu’en face d'elles, à droite, les Enfants de la nuit (mort et sommeil) sont aux côtés du serpent qui a tué Eurydice. Cette-dernière est visible derrière eux, venant des Champs Élysées et accourant vers Orphée accompagnée d'un groupe de femmes mais restant de l’autre côté de la rive du fleuve Styx sur lequel rame Charon, le passeur des Enfers. Enfin, surplombant tous ces personnages se trouvent des divinités telles qu'un amour éclairant Orphée de sa torche, Mercure, Apollon et Cybèle.
Alors que le rideau fait l’objet d'un classement au titre du patrimoine mobilier français, répertorié dans la base Palissy, depuis le 16 juillet 1959, celui-ci n'a toutefois jamais fait l’objet de restaurations significatives depuis son arrivée à Chambéry, hormis quelques reprises de peinture lors de sa réinstallation dans le théâtre actuel en 1866. Il connait de ce fait un état d'usure avancé si bien qu'il n'est plus baissé lors des représentations mais occasionnellement lors de visites publiques. Afin de permettre une restauration complète, l'Académie de Savoie est à l'origine en novembre 2015 d'une souscription publique dont les fonds collectés sont destinés à son financement.
Les fonds levés par la souscription ont pu être ajoutés à ceux versés par la ville de Chambéry, le département de la Savoie et le Ministère de la Culture en 2017, les travaux se déroulant durant l'été. Le rideau est déposé sur la scène du théâtre et fait l'objet d'un décrassage puis d'une consolidation de la couche peinte par une équipe de 13 personnes conduite par Caroline Snyers. Une réduction de la partie inférieure du rideau est par ailleurs effectuée afin de faire apparaître l'ensemble de l'œuvre de Luigi Vacca, en particulier les trois dieux situés dans sa partie supérieure, qui avant la restauration n'étaient pas visibles. L'inauguration officielle du rideau restauré a lieu le 13 octobre 2017.

### Salle des concerts
Au premier niveau du théâtre, donnant sur la façade, se trouve la salle des concerts. D'une surface de 150  à   200 m2, elle est de style éclectique et possède de très nombreux décors et dorures. Tout comme le rideau de scène, son état de dégradation important implique sa fermeture permanente depuis les années 2000. La restauration de cette salle fait également partie de l'objet de la souscription publique lancée en 2015 par l'Académie de Savoie.